# Viorel Turcu
Viorel Turcu (n. 9 august 1960, Popești, România – d. 29 noiembrie 2020, Pitești, România) a fost un fotbalist român.

## Carieră
A câștigat de trei ori titlul de campion al României cu trei echipe diferite: FC Argeș, Dinamo București și Steaua București. 

## Deces
Viorel Turcu a decedat la 29 noiembrie 2020 în urma unui infarct.

## Legături externe
- Viorel Turcu pe RomanianSoccer